# Dainese
Dainese este o companie italiană de îmbrăcăminte pentru motociclism, ciclism montan, sport alpin. Are sediul central în Molvena.